# Германски орден
Германският орден (на немски: Der Deutsche Orden) е най-висшата държавна награда на Третия райх.
Учреден е от Адолф Хитлер през първата половина на 1942 г., след приключване на операция Барбароса, и с началото на настъплението на южния театър на бойните действия на Източния фронт (започнало с битката при Харков и завършило със Сталинградската битка). Като една от възможните конкретни причини за учредяване на тази висша държавна награда на Райха се сочи атентата срещу Хайдрих. Орденът се е присъждал за изключителни заслуги и/или принос към каузата и/или делото на Третия Райх.
Носители на Германския орден са общо 11 души.

## Степени, изображение, инкрустации
Германският орден има три степени – първа (най-висока), втора и трета.
Емблемата на ордена е черен емайлиран кръст, с четири златни отблясъци по периметъра му. В центъра на кръста със златните отблясъци около него е емблемата на НСДАП. На златните лъчи от кръста са изобразени четири златни имперски орли, като всеки от тях държи в ноктите си свастика с лавров венец.
Трите степени на ордена се инкрустират съответно „със златни дъбови листа“, „с мечове“ и „със златни дъбови листа и мечове“, а за носене Германският орден се придържа от кука на която е изобразен златния имперски орел с разперените криле държащ свастиката с лавров венец на Третия Райх. Орденът се носи по държавен протокол с червена лента обшита по кантовете с тънки черни и бели ивици, като първата и втората му степени се носят закачени около шията на лауреата.
В отличие от втората, първата и най-висока степен на ордена е придружена на гърдите на лауреата с металносребриста осмовърха звезда в центъра на която се намира изображение на ордена. На гърба, Германският орден от първа и втора степен е покрит с черен емайл на който е релефно автографиран в злато подписа на фюрера. Третата степен на ордена се носи окачена на униформата на гърдите, но с тази степен на Германския орден никой не е бил награждаван в Третия Райх.
Орденът не се връчва, а е почетно отличие.

## Лауреати
1. Фриц Тодт (първа степен с дъбови листа и мечове) – посмъртно;
2. Райнхард Хайдрих (първа степен с дъбови листа и мечове) – посмъртно;
3. Адолф Хюнлайн – посмъртно;
4. Виктор Лутце – посмъртно;
5. Адолф Вагнер – посмъртно;
6. Йозеф Бюркел – посмъртно;
7. Рудолф Шмундт (първа степен с мечове) – посмъртно;
8. Константин Хирл (първа степен с дъбови листа и мечове) – награден на 24 февруари 1945 г., като е първия кавалер на ордена приживе;
9. Карл Ханке (втора степен) – награден на 9 април 1945 г.;
10. Карл Холц – награден на 19 април 1945 г.;
11. Артур Аксман (втора степен) – награден на 25 или 28 април 1945 г.;